# Martin Bridson
Martin Robert Bridson (Douglas (Ilha de Man), 1964) é um matemático britânico de língua manesa.
É professor da cátedra Whitehead de Matemática Pura da Universidade de Oxford e fellow do Magdalen College (Oxford). É especialista em geometria, topologia e Teoria dos grupos, conhecido por seu trabalho em teoria geométrica de grupos. He was an Invited Lecturer at the International Congress of Mathematicians in 2006.
Bridson frequentou a St Ninian's High School em Douglas (Ilha de Man), o Hertford College (Oxford) e a Universidade Cornell, obtendo um MA em Oxford em 1986 e um MS em 1988 e um PhD em 1991 em Cornell. Lecionou anteriormente na Universidade de Princeton, Universidade de Genebra e Imperial College London.
Bridson nasceu na Ilha de Man.